# Giganthias

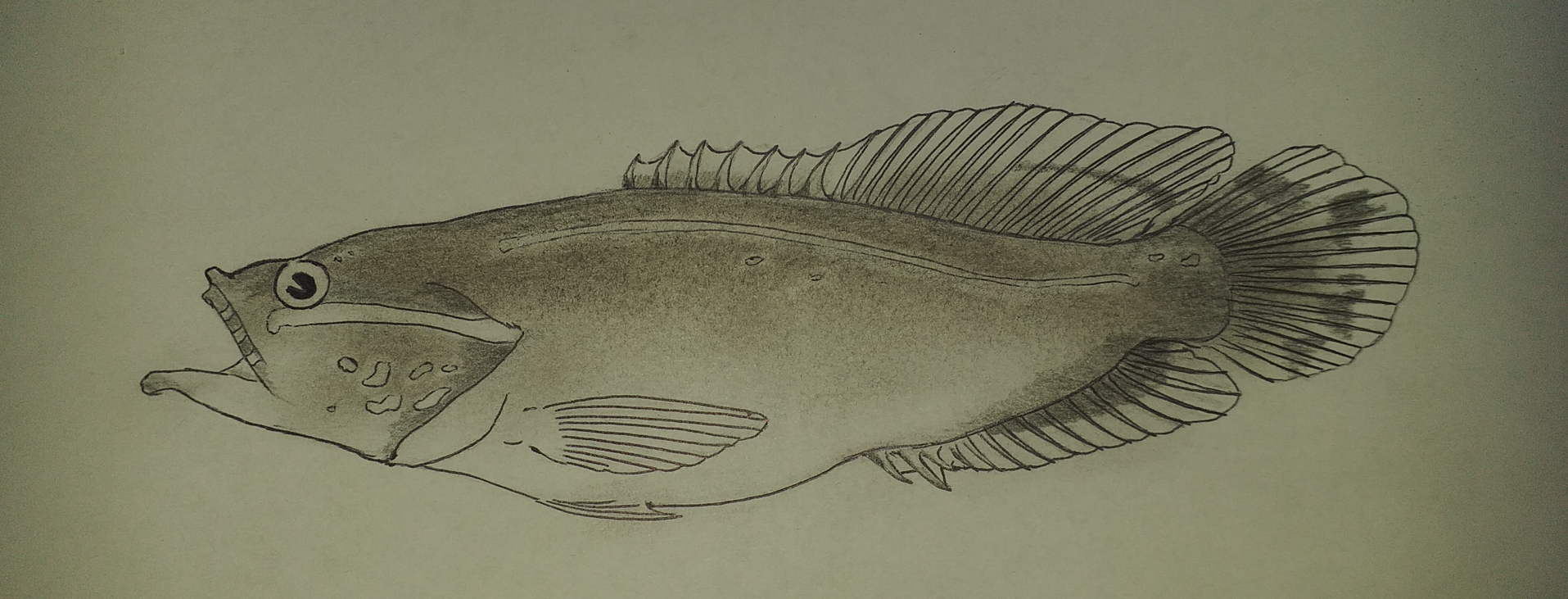
Przedstawiciel rodzaju Giganthias

Giganthias – rodzaj ryb z rodziny strzępielowatych.

## Klasyfikacja
Gatunki zaliczane do tego rodzaju:
- Giganthias immaculatus
- Giganthias serratospinosus